# Apina callisto

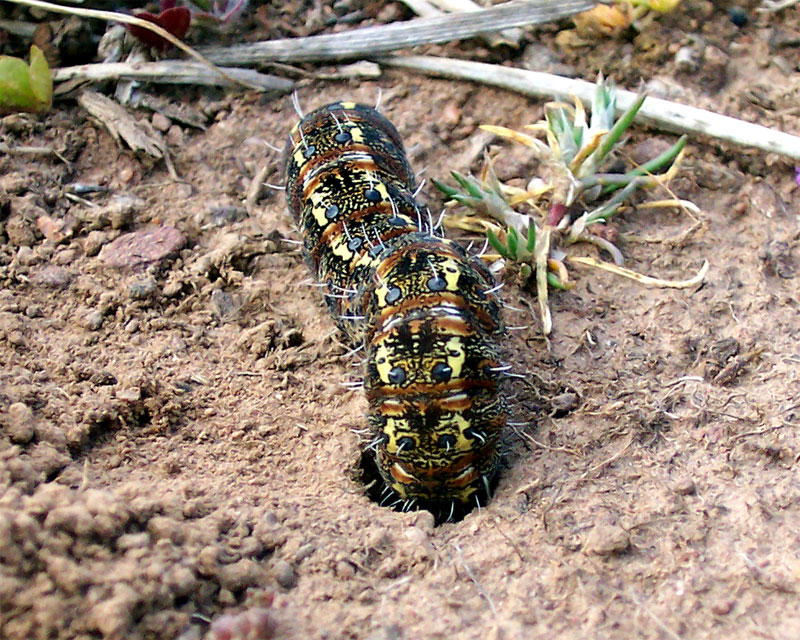
Larva entrando em um buraco para entrar em processo de metamorfose.

Apina callisto (sinônimo Amazelo callisto), conhecida vulgarmente como traça diurna do pasto, é uma espécie  de traça da família das Noctuidae que é, como seu nome implica, ativo durante o dia, diferentemente da maioria de outras espécies na família das Noctuidae. É achada na maioria das áreas a sudoeste da Austrália, agrupando Queensland e a Tasmânia.
A traça diurna do pasto coloca seus ovos no pasto, e eles chocam depois de chuvas pesadas nas manhãs da Primavera. Quando as larvas estão completamente crescidas, medindo mais ou menos 60 mm, elas escavam antes de tornarem-se pupas. Elas têm uma coloração notável; duas faixas amarelas passam por suas marcas pretas, intercalados com pintas azuis. Seus corpos são cobertos por espinhos brancos. Elas alimentam-se em variadas folhas largas.
As asas da traça adulta são creme com desenhos pretos e marrons, com uma envergadura de aproximadamente 50 mm. Seu tórax é preto e o abdômen é laranja com anéis pretos.